# Walentynów (gromada w powiecie lipskim)
Walentynów (od 31 XII 1961 Daniszów) – dawna gromada, czyli najmniejsza jednostka podziału terytorialnego Polskiej Rzeczypospolitej Ludowej w latach 1954–1972.
Gromady, z gromadzkimi radami narodowymi (GRN) jako organami władzy najniższego stopnia na wsi, funkcjonowały od reformy reorganizującej administrację wiejską przeprowadzonej jesienią 1954 do momentu ich zniesienia z dniem 1 stycznia 1973, tym samym wypierając organizację gminną w latach 1954–1972.
Gromadę Walentynów siedzibą GRN w Walentynowie utworzono – jako jedną z 8759 gromad na obszarze Polski – w powiecie iłżeckim w woj. kieleckim, na mocy uchwały nr 13k/54 WRN w Kielcach z dnia 29 września 1954. W skład jednostki weszły obszary dotychczasowych gromad Maruszów, Poręba, Śląsko, Tomaszówka i Walentynów ze zniesionej gminy Lipsko, Helenów ze zniesionej gminy Tarłów, Słuszczyn ze zniesionej gminy Dziurków oraz Las Gliniański ze zniesionej gminy Pawłowice w tymże powiecie; ponadto lasy państwowe nadleśnictwa Rataje, oddziały Nr Nr 1 do 13, 18 do 31, 42 do 57, 73 do 88, 108 do 119 i 141. Dla gromady ustalono 20 członków gromadzkiej rady narodowej.
1 stycznia 1956 gromada weszła w skład nowo utworzonego powiatu lipskiego w tymże województwie.
31 grudnia 1961 z gromady Walentynów wyłączono wieś Słuszczyn włączając ją do gromady Przedmieście Dalsze w tymże powiecie; do gromady Walentynów przyłączono natomiast wsie Długowola I, Długowola II, Józefów i Leopoldów oraz kolonie Konstantynów, Piotrowszczyzna i Władysławów ze zniesionej gromady Długowola w tymże powiecie. Po zmianach tych gromadę Walentynów zniesiono tego samego dnia przez przeniesienie siedziby GRN z Walentynowa do Daniszowa i zmianę nazwy jednostki na gromada Daniszów.